# Narcinops tasmaniensis
Narcinops tasmaniensis é uma espécie de raia elétrica da família Narcinidae [en]. Endêmica do sudeste da Austrália, essa raia comum habita águas rasas da plataforma continental na porção sul de sua distribuição e águas mais profundas da encosta continental na porção norte. Prefere habitats com fundos de areia ou lama. A espécie pode ser identificada por seu disco de nadadeira peitoral em forma de pá com margens anteriores côncavas, cauda longa com dobras de pele bem desenvolvidas em ambos os lados e coloração dorsal marrom-escura uniforme. Seu comprimento máximo conhecido é de 47 cm.
Habitante da zona demersal e sedentária, Narcinops tasmaniensis se alimenta principalmente de poliquetas e crustáceos. Como todas as raias da família Narcinidae, ela pode produzir um choque elétrico moderado para se defender de predadores. A espécie é vivípara, com os filhotes em desenvolvimento sustentados até o nascimento por vitelo; o tamanho da ninhada varia de um a oito filhotes. Narcinops tasmaniensis é frequentemente capturada como fauna acompanhante em pescarias de arrasto. No entanto, sua população não parece estar ameaçada por atividades humanas, sendo classificada como espécie pouco preocupante pela União Internacional para a Conservação da Natureza (IUCN).

## Taxonomia e filogenia

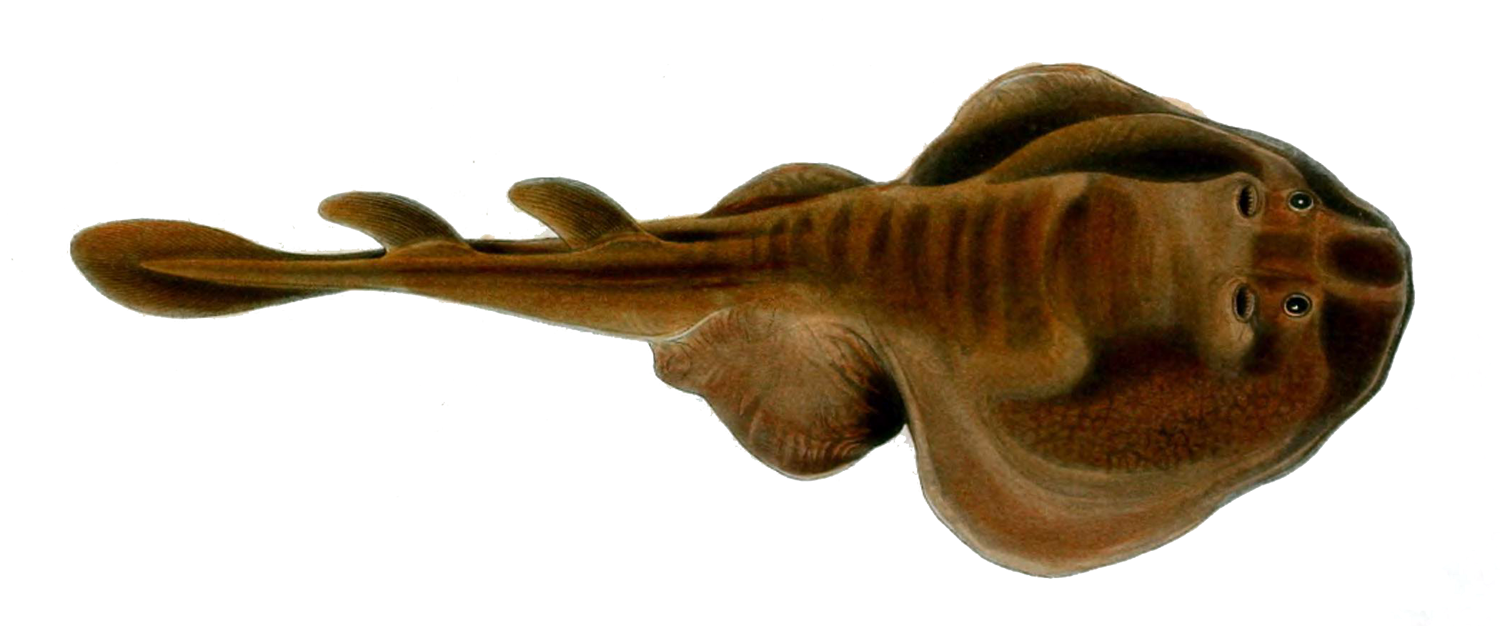
Ilustração do holótipo de Narcinops tasmaniensis por John Richardson, autor da descrição da espécie

O naturalista escocês John Richardson descreveu a raia em uma contribuição de 1841 para o Proceedings of the Zoological Society of London. Classificando a nova espécie no gênero Narcine, ele atribuiu o epíteto específico tasmaniensis, pois o holótipo, uma fêmea de 36 cm de comprimento, foi coletado em Port Arthur, Tasmânia Richardson observou que a raia era localmente conhecida como "ground shark". Outros nomes comuns em inglês para a espécie incluem electric ray, electric torpedo, little numbfish e numbfish. Em um estudo filogenético de 2012 baseado em DNA mitocondrial, o gênero Narcine foi considerado polifilético, com Narcinops tasmaniensis pertencendo a uma linhagem diferente de Narcine entemedor [en]. Em 2016, a raia foi reclassificada no gênero ressuscitado Narcinops [en].

## Descrição
Com um comprimento máximo de pelo menos 47 cm, Narcinops tasmaniensis possui um disco de nadadeira peitoral em forma de pá com focinho curto e arredondado e margens anteriores côncavas. Os olhos de tamanho médio são seguidos por espiráculos menores, quase circulares, com bordas lisas. Um par de grandes órgãos elétricos está localizado em ambos os lados da cabeça. Há uma cortina de pele entre as narinas com margem posterior trilobada. A boca, estreita e altamente protrátil, é cercada por um sulco profundo. Os dentes são pequenos, em forma de diamante com pontas agudas, dispostos em um padrão de quincunce em faixas, que permanecem expostas quando a boca está fechada. Há cinco pares de fendas branquiais na parte inferior do disco.
As nadadeiras pélvicas triangulares são muito mais longas que largas; machos adultos possuem clásperes que se estendem além das pontas traseiras das nadadeiras pélvicas. A cauda, larga e achatada, é cerca de um quarto mais longa que o disco e apresenta dobras de pele proeminentes em ambos os lados. Há duas nadadeiras dorsais de tamanho e forma aproximadamente iguais, com a primeira originando-se sobre as pontas traseiras das nadadeiras pélvicas. A cauda termina em uma nadadeira caudal baixa; o lobo superior da nadadeira caudal é um tanto angular, especialmente em machos adultos, enquanto o lobo inferior é arredondado. A pele, frequentemente com rugas, é desprovida de dentículos dérmicos. Narcinops tasmaniensis é de um marrom-escuro uniforme na parte superior, tornando-se mais clara nas nadadeiras. A parte inferior é branca, às vezes com algumas manchas escuras. Muitos filhotes exibem uma faixa central mais escura ao longo do dorso, além de manchas escuras sobre o disco e nas bases das nadadeiras dorsais.

## Distribuição e habitat
Narcinops tasmaniensis é comum no sudeste da Austrália, com sua distribuição se estendendo de Coffs Harbour em Nova Gales do Sul até as planícies de Esperance na Austrália Ocidental, abrangendo toda a Tasmânia. Ao redor da Tasmânia, pode ser encontrada desde águas costeiras até uma profundidade de 100 metros na plataforma continental. Em águas mais ao norte, habita a parte superior da encosta continental em profundidades de 200 a 640 metros. Essa espécie demersal prefere substratos de areia ou lama e, às vezes, é encontrada perto de recifes rochosos. Raias adultas de ambos os sexos parecem viver separadas dos filhotes.

## Biologia e ecologia

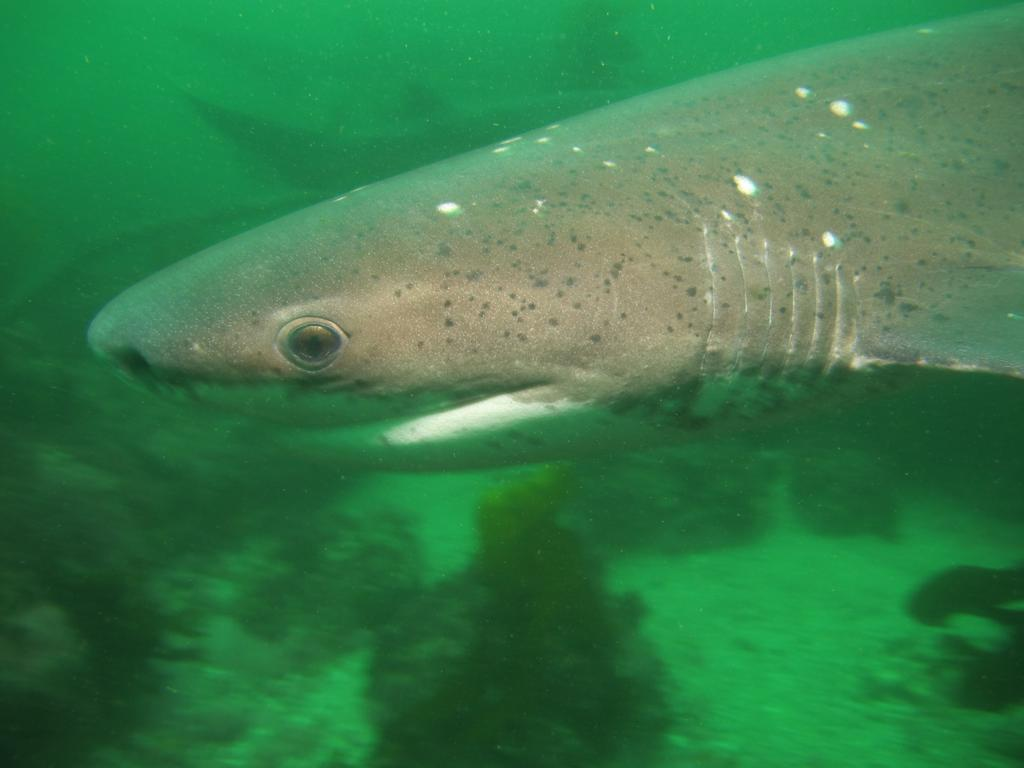
Narcinops tasmaniensis é predada pelo cação-bruxa (na imagem).

Narcinops tasmaniensis é uma espécie pouco ativa, passando longos períodos enterrada imóvel em sedimentos. Alimenta-se principalmente de poliquetas (especialmente da família Maldanidae) e crustáceos (incluindo anfípodes, decápodes e tanaidáceos). Nematódeos e sipúnculos podem ser consumidos em raras ocasiões. Raias filhotes consomem poliquetas e crustáceos em proporções aproximadamente iguais, enquanto os adultos consomem principalmente poliquetas. Essa mudança na dieta pode refletir maior experiência com a idade, já que os poliquetas são animais escavadores, mais difíceis de localizar e capturar do que os crustáceos. Como outros membros de sua família, Narcinops tasmaniensis pode se defender com um choque elétrico moderado. Seus predadores incluem o cação-bruxa (Notorynchus cepedianus). A tênia Anthobothrium hickmani é um parasita dessa espécie.
A reprodução de Narcinops tasmaniensis é vivípara, com os embriões em desenvolvimento nutridos até o nascimento por suas vesículas vitelinas. As fêmeas produzem ninhadas de um a oito filhotes; os recém-nascidos medem entre 9 e 12 cm de comprimento. Machos e fêmeas atingem a maturidade sexual com comprimentos de 21 a 26 cm e 20 a 26 cm, respectivamente.

## Interações com humanos
Narcinops tasmaniensis é frequentemente capturada como fauna acompanhante por arrastões da Australia's South East Trawl Fishery, que operam em toda a sua distribuição. É descartada após a captura, com uma taxa de sobrevivência desconhecida, mas provavelmente alta. Embora possa produzir um choque elétrico se manuseada, ele é relativamente fraco em comparação com os choques de outras raias elétricas, sendo considerada relativamente inofensiva. A espécie não parece estar ameaçada por atividades humanas, sendo classificada pela União Internacional para a Conservação da Natureza (IUCN) como espécie pouco preocupante.